# Gmina Biała Rawska
Die Gmina Biała Rawska ['bʲawa 'rafska] anhörenⓘ ist eine Stadt-und-Land-Gemeinde im Powiat Rawski der Woiwodschaft Łódź in Polen. Ihr Sitz ist die gleichnamige Stadt mit etwa 3180 Einwohnern.

## Geographie

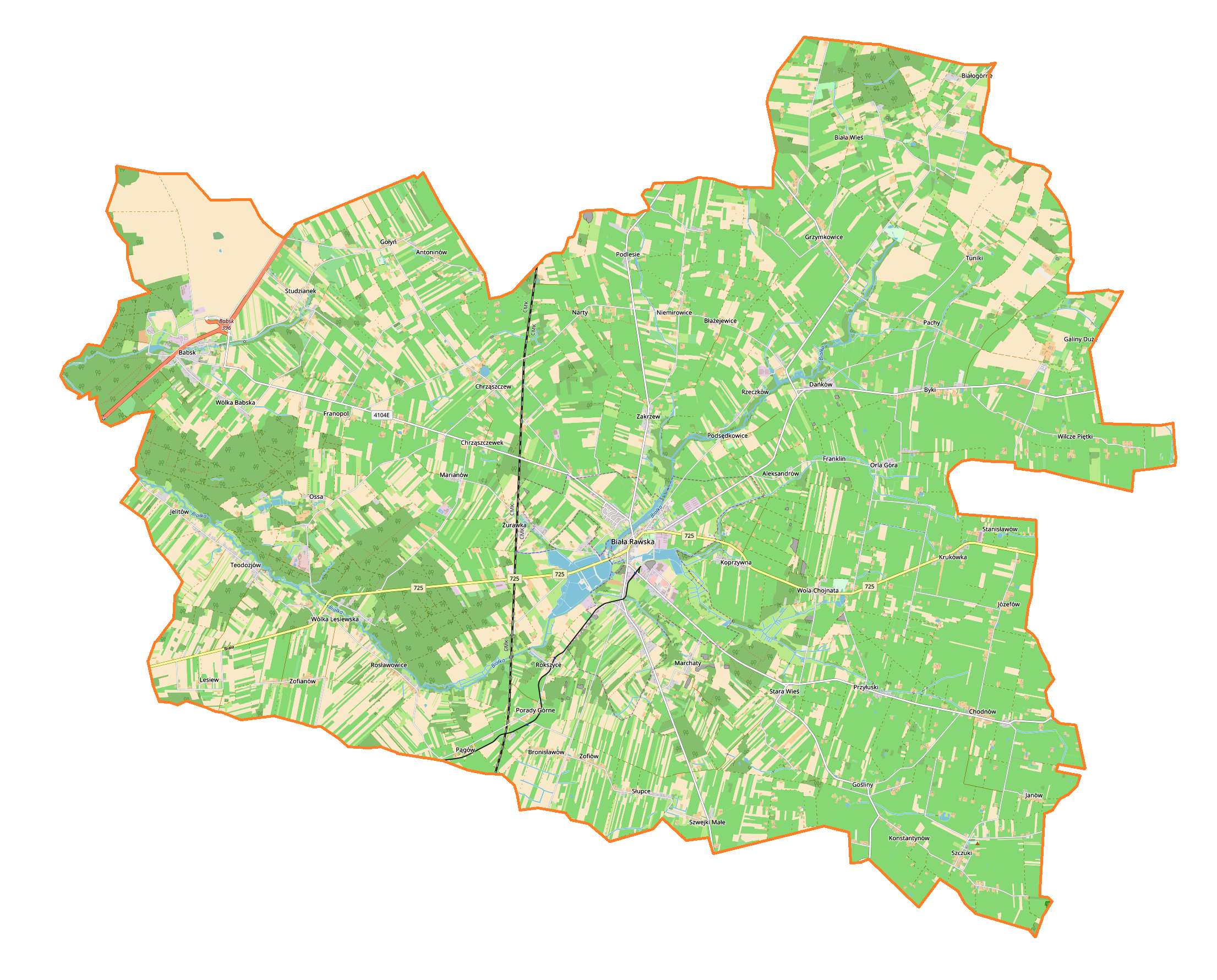
Karte der Gemeinde

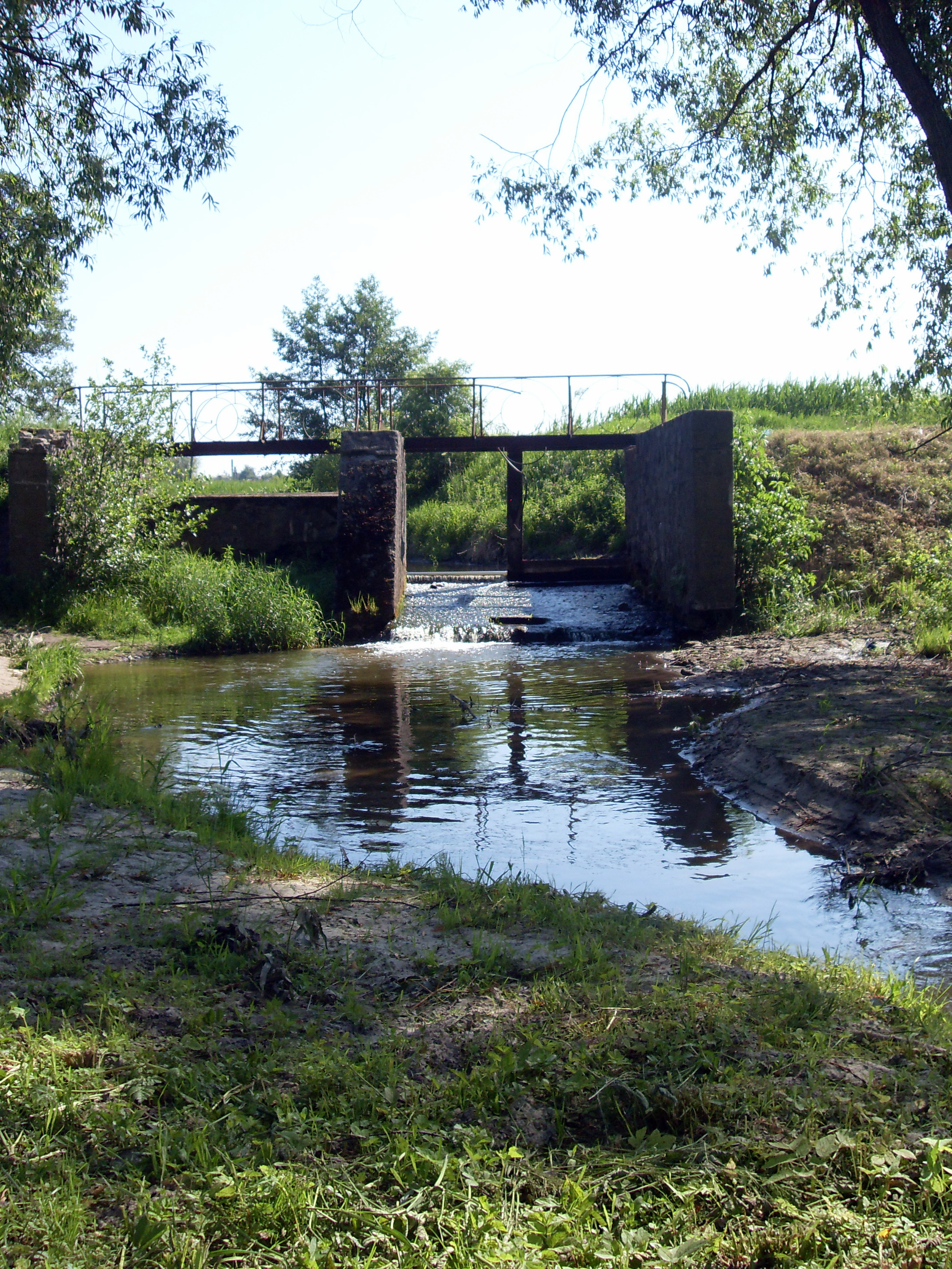
Die Białka bei Biała Rawska

Die Gemeinde liegt im Osten der Woiwodschaft und grenzt im Nordosten und Osten und an die Gemeinden Mszczonów und Błędów in der Woiwodschaft Masowien. Weitere Nachbargemeinden in der Woiwodschaft Łódź sind die Landgemeinden Kowiesy, Nowy Kawęczyn, Rawa Mazowiecka, Regnów und Sadkowice. Die Städte Warschau und Łódź liegen etwa 45 und 70 Kilometer östlich bzw. westlich.
Die Gemeinde hat eine Fläche von 28,4 km², von der 85 Prozent land- und 9 Prozent forstwirtschaftlich genutzt werden. Der Fluss Białka fließt durch ihren Hauptort.

## Geschichte
Die Landgemeinde wurde 1973 gebildet. Sie gehörte wie die namensgebende Stadt (Stadtrecht bis 1870 und seit 1925) von 1975 bis 1998 zur Woiwodschaft Skierniewice, die nur in dieser Zeit bestand.
Wegen seiner zentralen Lage zwischen Warschau und Łódź sowie in Polen war der ehemalige Truppenübungsplatz bei Babsk einer der möglichen Standorte des geplanten Zentralflughafens (Centralny Port Komunikacyjny, CPK). Er soll jedoch weiter nördlich auf dem Gebiet der Landgemeinde Baranów gebaut werden.

## Gliederung
Die Stadt-und-Land-Gemeinde (gmina miejsko-wiejska) Biała Rawska mit 11.239 Einwohnern (Stand 31. Dezember 2020) besteht aus der Stadt selbst und 57 Dörfern mit Schulzenämtern (sołectwa). Diese sind:
Aleksandrów
Antoninów
Babsk
Biała Wieś
Białogórne
Błażejewice
Bronisławów
Byki
Chodnów
Chrząszczew
Chrząszczewek
Dańków
Franklin
Franopol
Galinki
Galiny Duże
Gołyń
Gośliny
Grzymkowice
Janów
Jelitów
Józefów
Konstantynów
Koprzywna
Krukówka
Lesiew
Marchaty
Marianów
Narty
Niemirowice
Orla Góra mit Teresin
Ossa
Pachy
Pągów
Podlesie
Podsędkowice
Porady Górne
Przyłuski
Rokszyce
Rosławowice
Rzeczków
Słupce
Stanisławów
Stara Wieś
Studzianek
Szczuki
Szwejki Małe
Teodozjów
Tuniki
Wilcze Piętki
Wola-Chojnata
Wólka Babska
Wólka Lesiewska
Zakrzew
Zofianów
Zofiów
Żurawia
Żurawka
Weitere Ortschaften sind die Weiler Galinki und Żurawia.

## Denkmalgeschützte Sehenswürdigkeiten (Auswahl)
- Gesamtanlage der Pfarrkirche in Babsk (frühes 19. Jahrhundert)[3][4]
- Friedhof in Babsk (19./20. Jahrhundert)[5]
- Gutsanwesen in Babsk, mit Herrenhaus, Speicher, Remise und Park (19. Jahrhundert)[6]
- Anlage der Stadt Biała Rawska (Denkmalzone)[7]
- „Zameczek“ (Schlösschen) und Park in Biała Rawska (19. Jahrhundert)[8]
- Gutsanwesen in Wola Chojnata, mit Schloss, Speicher und Parkanlage (19. Jahrhundert)[9]
- Gleisanlagen der Schmalspurbahn auf dem gesamten Abschnitt zwischen Rogów und Biała Rawska.[10]

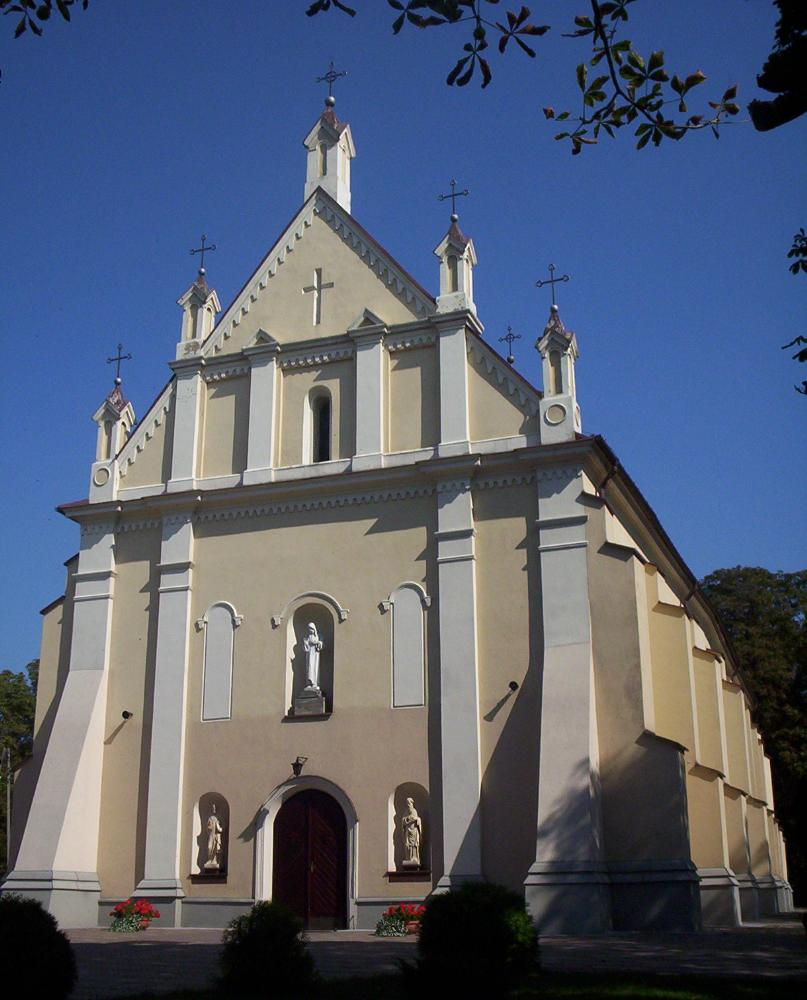
Kirche in Biała Rawska
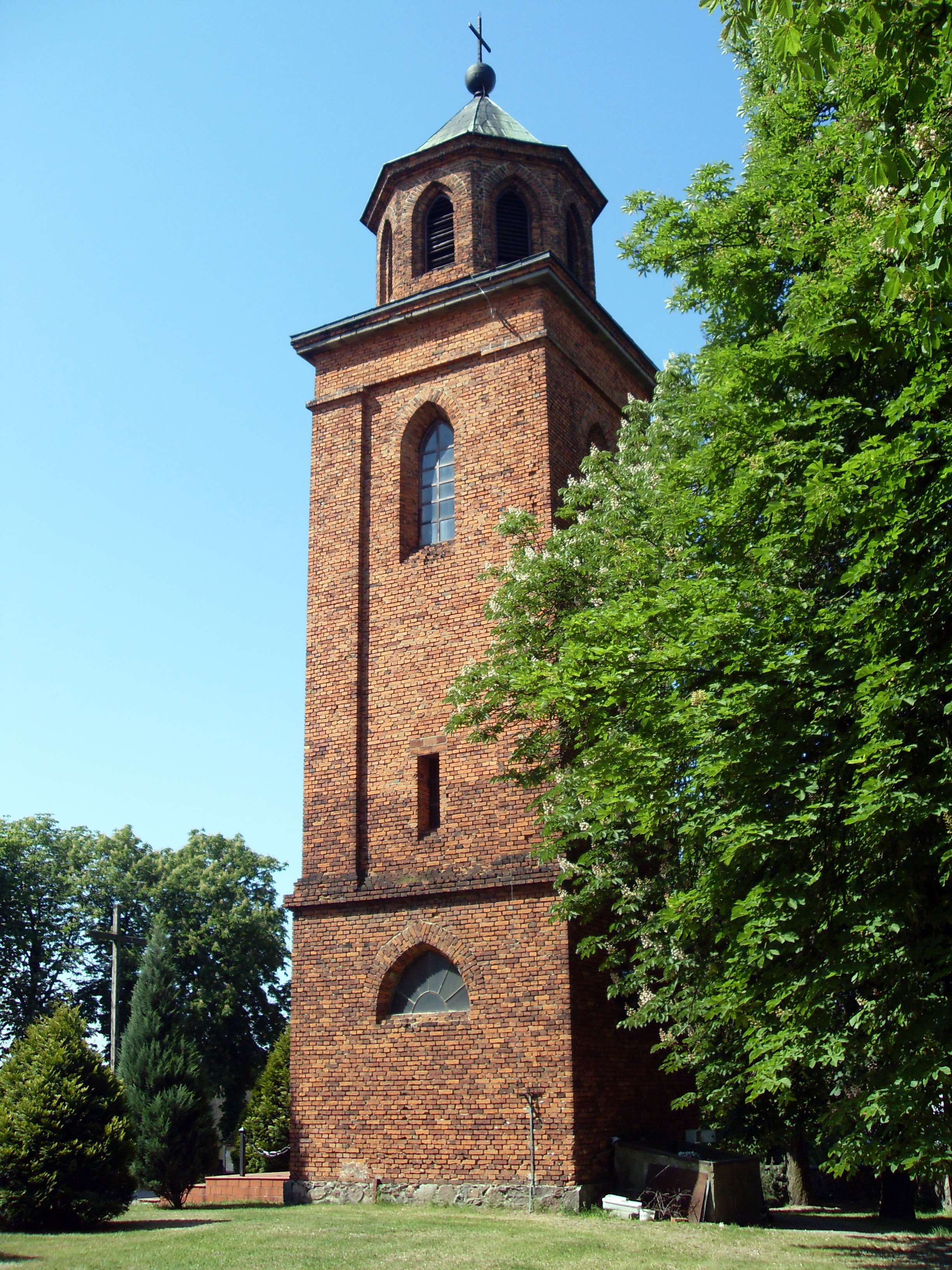
Glockenturm in Biała Rawska
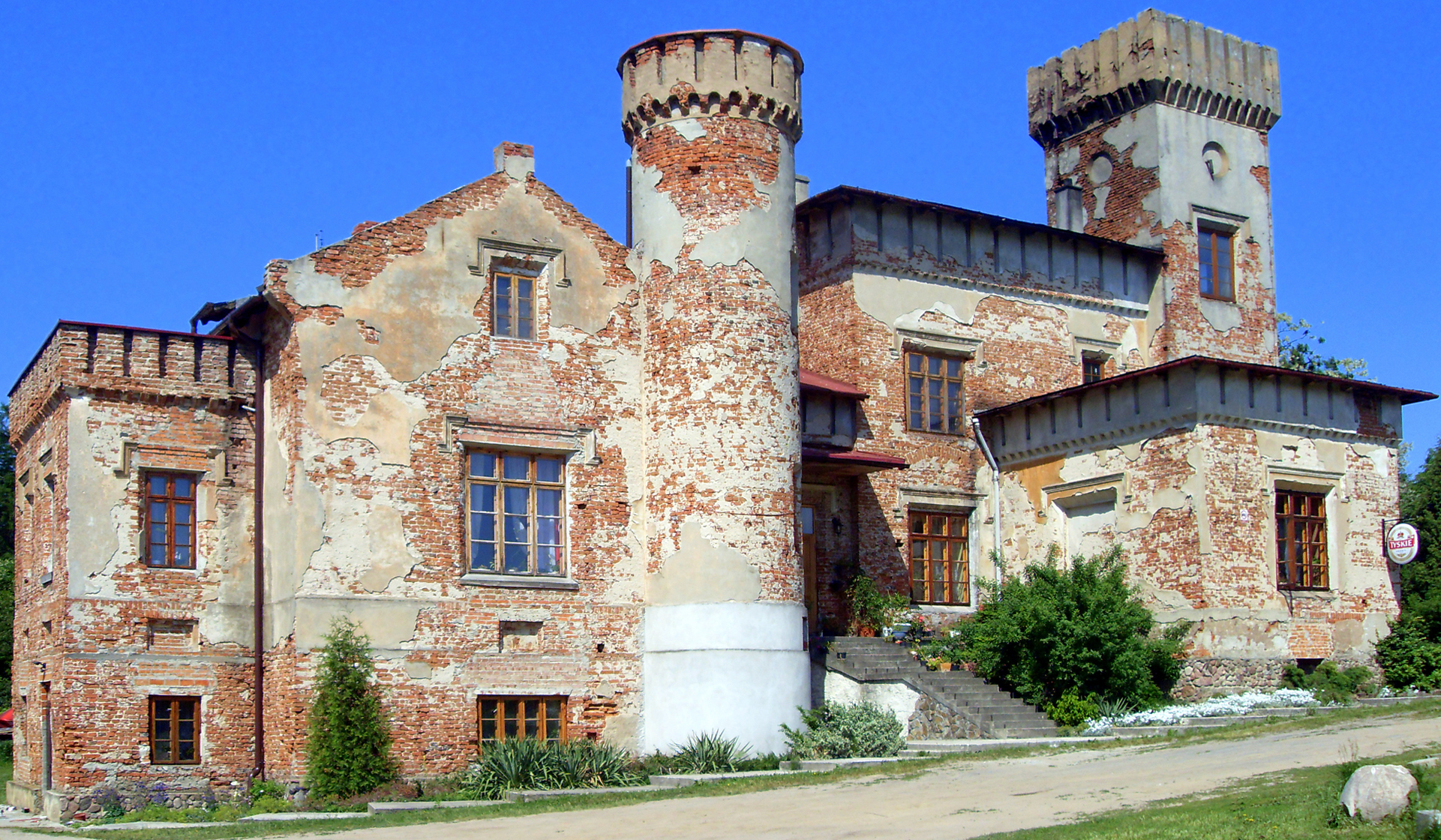
Zameczek in Biała Rawska
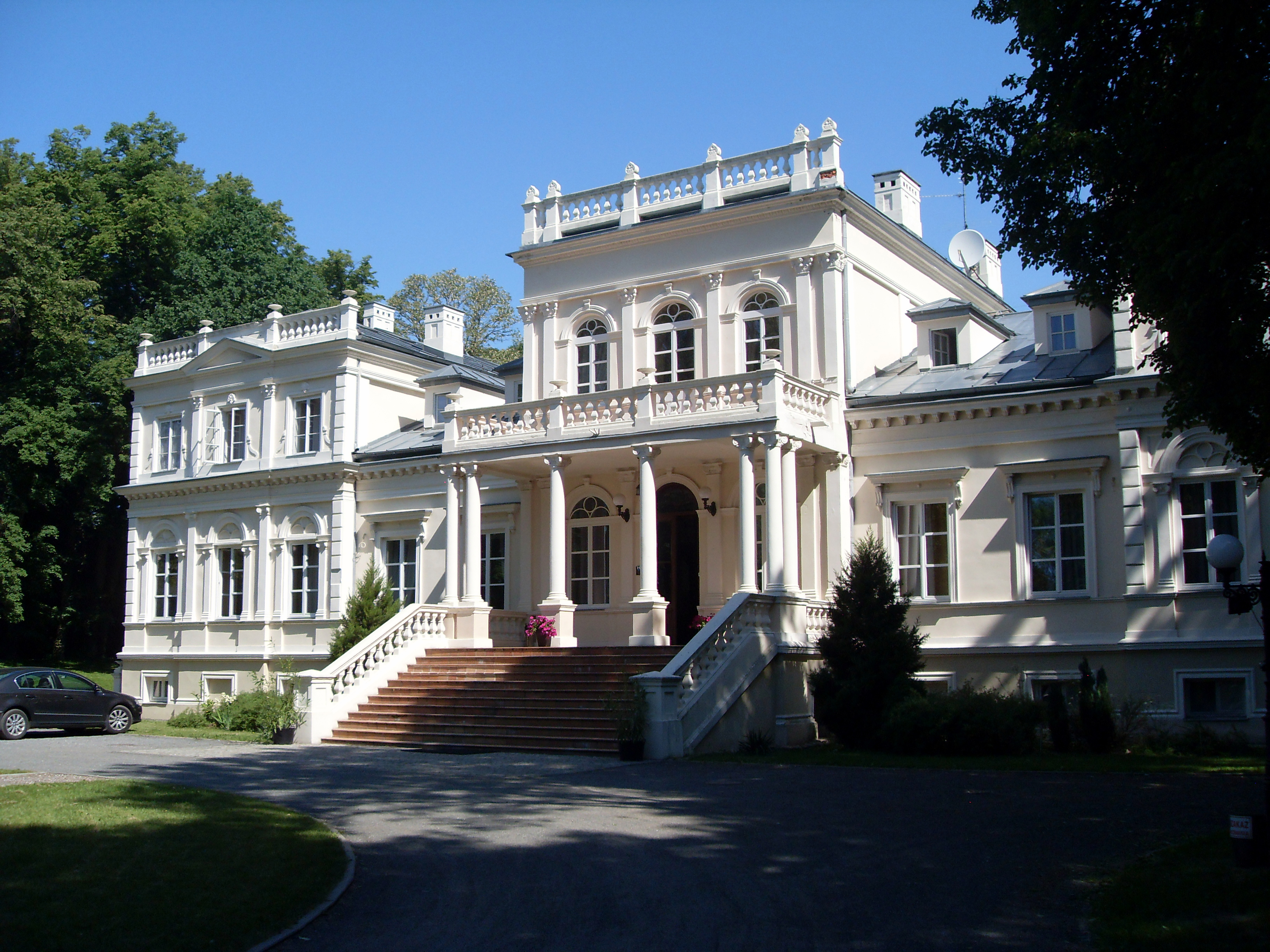
Schloss in Wola Chojnata

## Verkehr
Die Woiwodschaftsstraße DW725 verbindet Biała Rawska mit der Schnellstraße S8 (E67) und der DW728.
Die nächste Bahnstation ist Skierniewice. Warschau ist der nächste internationale Flughafen.
Der Bahnhof Biała Rawska ist der Endbahnhof der Museums-Schmalspurbahn Rogów–Biała Rawska (KWRBB). Diese wird jedoch meist auf einem verkürzten Abschnitt betrieben und hat Biała Rawska im Jahr 2019 nur an fünf Tagen angefahren.

## Persönlichkeiten
- Konstancja Gładkowska (1810–1889), Sängerin, begraben in Babsk
- Mariusz Pudzianowski (* 1977), Strongman-Rekordtitelträger; geboren in Biała Rawska.